# بوشيني رأس الرجاء
بوشيني رأس الرجاء (الاسم العلمي: Puccinia capensis) هو نوع من الفطريات يتبع جنس البوشيني من فصيلة البوشينية.